# キューバとロシアの関係

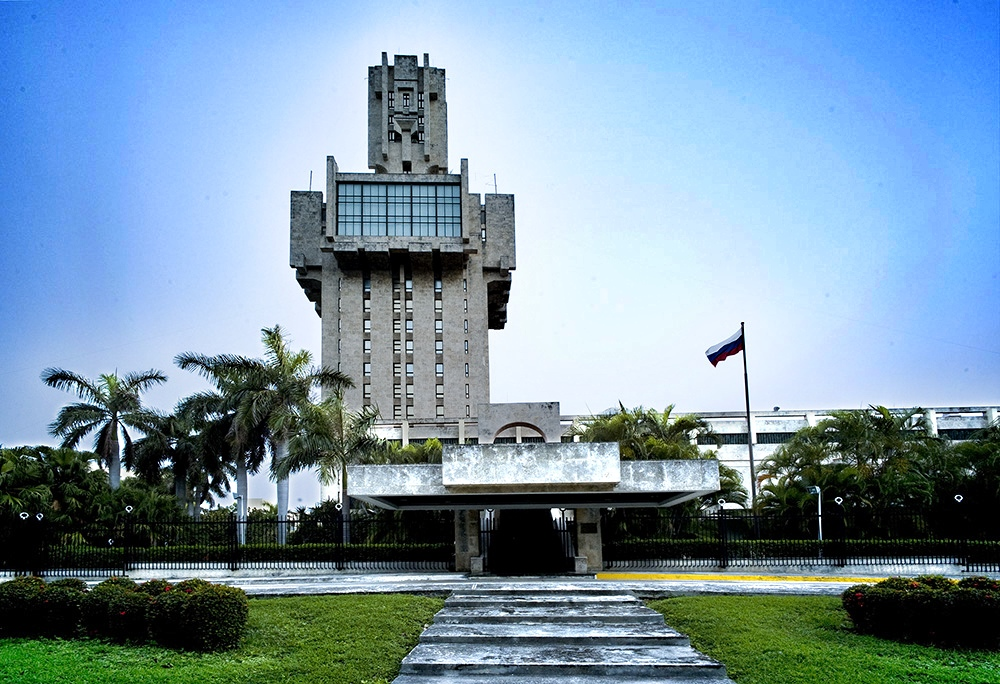
在キューバ・ロシア大使館

キューバとロシアの関係（スペイン語: Relaciones Cuba-Rusia、ロシア語: Российско-кубинские отношения）は、キューバとロシア連邦の両国関係であり、それにおける政治・経済・文化交流などを示す。これらの国はソビエト連邦時代から緊密に提携している。ロシアはキューバのハバナに大使館及びサンティアーゴ・デ・クーバに総領事館を設置している。キューバはロシアのモスクワに大使館及びサンクトペテルブルクに名誉総領事館を設置している。キューバにはおよそ5万5000人のロシア系国民が住んでいる。

## 両国の比較
|             | キューバ                  | ロシア連邦                      |
| ----------- | ------------------------- | ------------------------------- |
| 人口        | 1126万人                  | 1億4680万4400人                 |
| 国土面積    | 10万9884平方キロメートル  | 1710万平方キロメートル          |
| 首都        | ハバナ                    | モスクワ                        |
| 最大都市    | ハバナ                    | モスクワ                        |
| 政体        | 一党独裁制 社会主義共和国 | 半大統領制 連邦共和国           |
| 公用語      | スペイン語                | ロシア語                        |
| 国教        | 無し                      | 無し                            |
| GDP（名目） | N/A                       | 1兆2358億5800万米ドル（2015年） |
| 防衛費      | N/A                       | 664億米ドル（2015年）           |

## キューバとソビエト連邦
詳細は「キューバとソビエト連邦の関係」を参照。

## キューバとロシア連邦

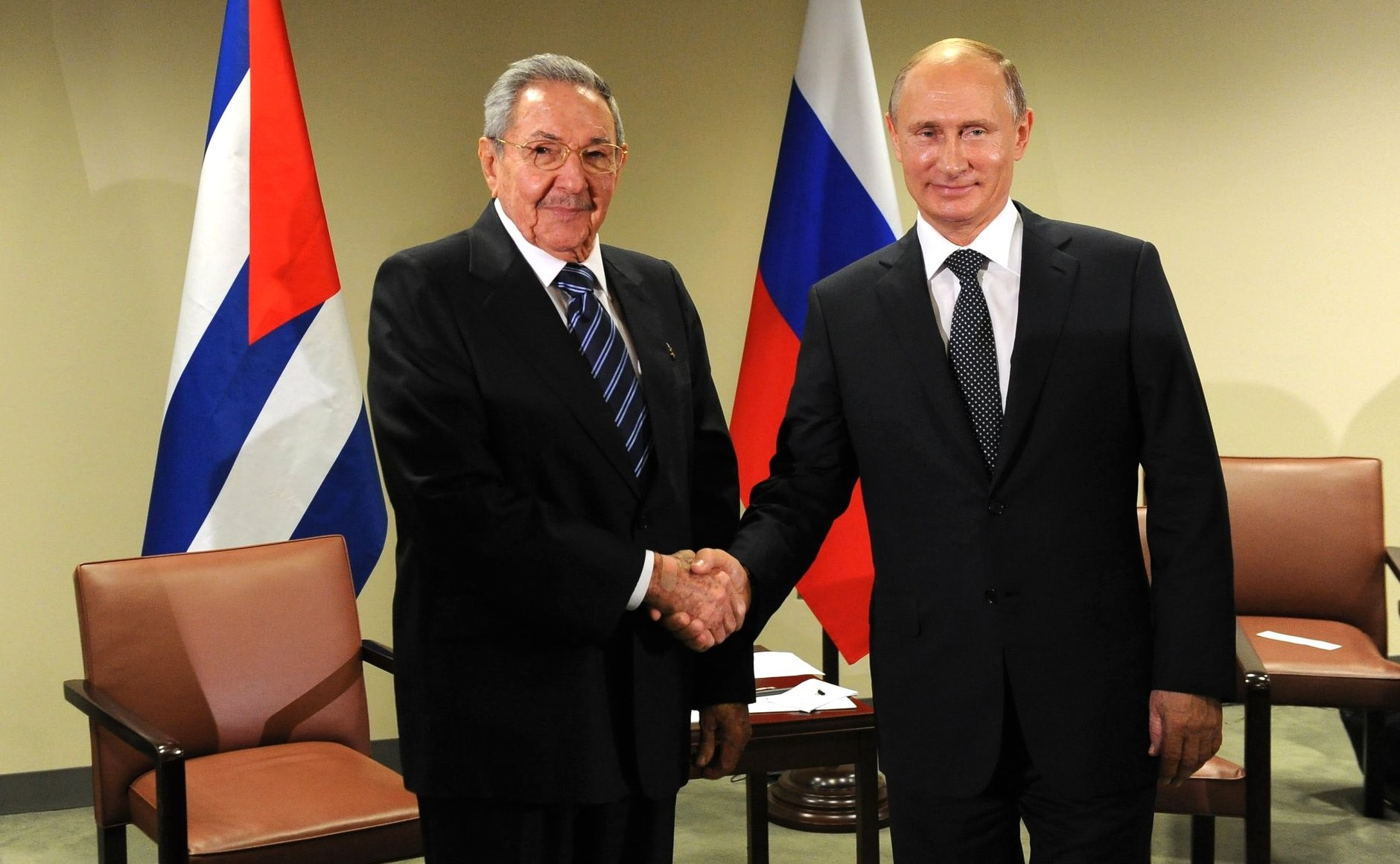
ロシアのプーチン大統領(右)とキューバのラウル・カストロ国家評議会議長（2015年9月）

1991年12月にソビエト連邦が崩壊してからもキューバとロシア連邦は外交関係を維持している。2000年5月にウラジーミル・プーチンが第2代ロシア連邦大統領に就任した後に両国関係は拡大した。2000年12月にロシアのプーチン大統領はキューバを訪問して、キューバのフィデル・カストロ国家評議会議長と共にアメリカの対キューバ禁輸措置解除を提唱した。ロシアは依然としてキューバの大口債権者であり、両国は互いに緊密な経済関係を維持している。キューバは2008年南オセチア紛争でロシアの立場を強く支持した。2008年秋にキューバとロシアは経済分野で協力関係を強めた。ロシアのイーゴリ・セーチン副首相は経済関係・政治関係を強化するために2008年に何度かキューバを訪れている。ロシアは2008年秋に3度のハリケーンがキューバを荒廃させた後にこの国へ援助を提供した最初の国である。ロシアの支援には食糧・医薬品・建設資材を搭載した飛行機4機が含まれる。
2008年11月にドミートリー・メドヴェージェフ大統領はキューバを訪問した。経済関係を強化して、ロシア企業がキューバの海域で原油を掘削し、ロシアの鉱山会社がキューバのニッケルを採掘する許可を得るためである。ラウル・カストロ国家評議会議長は2009年1月28日から2009年2月4日まで約1週間の日程でロシアのモスクワを訪問した。この時に行われた会談の成果には、キューバ政府に対して2000万ドルほどの資金とキューバに対する人道援助として2万5000トンの穀物が含まれていた。
2009年7月にロシアはキューバとの契約に署名してからメキシコ湾で石油探査を開始した。新たな合意のもとロシアは建設機械・農業機械を購入するための1億5000万ドルの融資を行った。2013年にロシアのメドヴェージェフ首相はキューバを再び訪問して、現地で教育・健康・水理気象学・航空宇宙技術に関する契約を締結した。
2014年7月にウラジーミル・プーチン大統領も再度キューバを訪問して、この島国がモスクワに対して抱えている350億ドルの借金のうち90パーセントを帳消しすることを提案した上で、キューバの石油産業に投資する契約を現地で発表した。